# Helmut Collmann (Maler)
Helmut Collmann (* 6. August 1918 in Rehlingen; † 2. April 1996 in Saarbrücken) war ein deutscher Maler und Grafiker.

## Leben und Werk

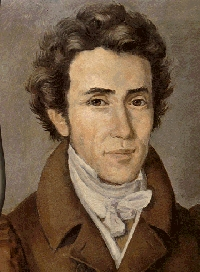
Philipp Jakob Siebenpfeiffer (Gemälde von Helmut Collmann, 1918–1996)

Nach dem Besuch des Ludwigsgymnasiums in Saarbrücken studierte er ab 1933 bei Oskar Trepte an der Staatlichen Kunstschule in Saarbrücken. Von 1935 bis 1939 setzte er seine Studien bei Karl Caspar, Adolf Schinnerer und Julius Dietz an der Akademie der Bildenden Künste in München fort. 1939 verbrachte er einen ersten Auslandsaufenthalt in Italien. Fortan unternahm er jährlich Europareisen, die ihn nach Frankreich, Italien, Holland und Norwegen führten.
Nach dem Zweiten Weltkrieg war Collmann einer der Aussteller der am 9. Dezember 1945 eröffneten „Ersten Kunstausstellung im Städt. Museum“ (der heutigen Stadtgalerie Saarbrücken) von der ein Rezensent schrieb: „Die saarländischen Künstler können sich endlich wieder frei in der Richtung, die ihr Herz und ihre Begeisterung ihnen inspirieren, entfalten“. Am 3. August 1950 gehörte Collmann zu den Neugründern des Saarländischen Künstlerbundes. In den Folgejahren stellte Collmann seine Werke in Paris, Bonn, Kaiserslautern und Saarbrücken aus.
Im Zentrum seines künstlerischen Schaffens stand seine Neigung, „Landschaften zu malen. Bei ihm gab es auch eine gewisse Treue zum gegenständlichen Motiv. Ebenso bezog er architektonische Motive in seine Malerei ein.“ Seine Bilder „zeigen keine komplexen Ansichten, sondern sind auf das Wesentliche reduziert.“ Daneben wirkte Collmann auch auf dem Gebiet der Porträtmalerei und schuf neben Stillleben viele Zeichnungen mit Feder, Pinsel, Kreide und Bleistift wie auch Grafiken in Tempera.
Im Jahre 1976 zeichnete ihn eine ehrenamtlich arbeitende Fachjury der Stadt St. Ingbert mit dem Albert-Weisgerber-Preis für Bildende Kunst aus.
Am 2. April 1996 starb Collmann nach schwerer Krankheit in Saarbrücken. 17 Jahre nach seinem Tod wurde dem Maler und Grafiker an seinem Geburtsort Rehlingen eine Retrospektive gewidmet. 2017 folgte eine weitere Retrospektive in Saarbrücken.